# Афганський салат
Афганський салат — салат в афганській кухні, який готується з нарізаних кубиками помідорів, огірків, цибулі, моркви, кінзи, м'яти та лимонного соку. Сіль і перець додають як приправу. Можуть використовуватися додаткові інгредієнти, такі як болгарський перець,, петрушка, редиска, редька та інша зелень.